# Wim Offeciers
Wim Offeciers (3 augustus 1934) is een Vlaams wetenschapsjournalist.
Offeciers was leraar aardrijkskunde aan de Rijksnormaalschool in Hasselt. Tijdens de jaren 60 werd hij bekend als medewerker aan de wetenschappelijke tv-reeks, Verover de Aarde. Offeciers was vooral herkenbaar vanwege zijn onafscheidelijke pijp, lange baard en het feit dat hij vaak in lotushouding zat.
Op donderdag 11 november 2004 was hij te gast in Man bijt hond, waarbij een portret van hem gemaakt werd.
In april 2005 zorgde Offeciers voor heel wat opschudding bij de VRT-top. Hij was namelijk te gast bij het één-spelprogramma De tabel van Mendelejev, terwijl hij pijp rookte, wat verboden is volgens de VRT-richtlijn die rokende mensen in praatprogramma's verbiedt. Quizmaster Ben Crabbé verdedigde zijn gast met de woorden: "Wim Offeciers en zijn pijp horen gewoon bij elkaar".

## Trivia
Offeciers werd geparodieerd door Frank Dingenen, (als Wim Officieus), in het 1ste seizoen van Meester, hij begint weer!.